# イワン・チェルニャホフスキー

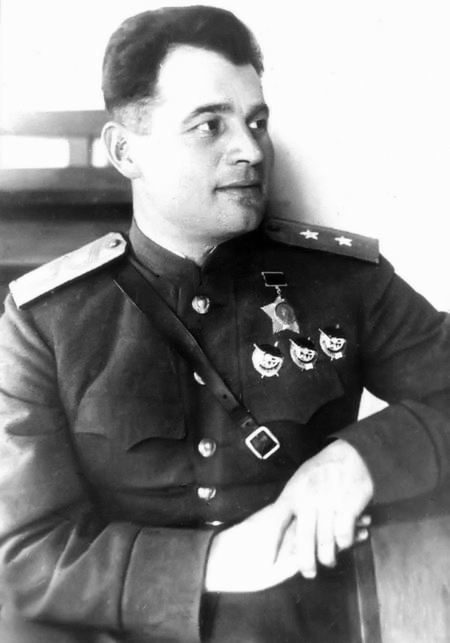
イワンチェルニャホフスキー、1943年

イワン・ダニーロヴィチ・チェルニャホフスキー（ロシア語: Ива́н Дани́лович Черняхо́вский；1906年6月16日 - 1945年2月18日）は、独ソ戦当時のソ連陸軍の軍人。ソ連邦英雄。ケーニヒスベルクの戦いで戦死。

## 最年少の方面軍司令官
ウクライナのウマン郡でユダヤ人の鉄道員の子として生まれる。
1924年に赤軍に参加。1928年にキエフの砲兵学校を終えた。卓越した能力をスターリン書記長に評価され、独ソ戦開始前の1941年3月には第28戦車師団の師団長となった。1942年7月28日には36歳でヴォロネジ戦線の第60軍司令官に任命され、翌年にクルスクの戦いに参加している。ドニエプル川渡河作戦では、彼の部隊は特に目覚ましい役割を果たした。その後、大将に昇格して第3白ロシア戦線司令官となった。ソ連軍史上、最年少の戦線（方面軍）司令官である。

## バグラチオン作戦

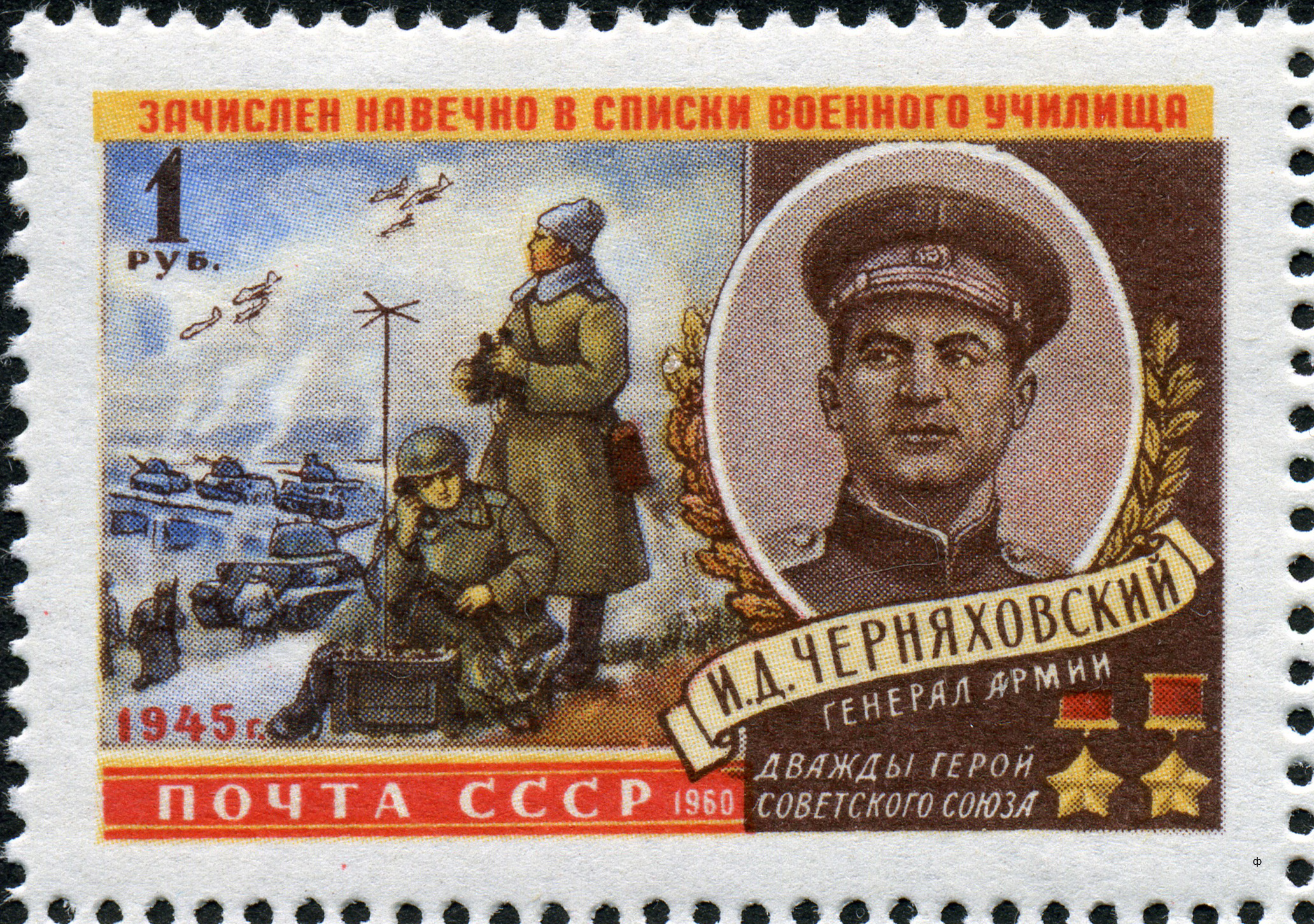

1944年6月22日に開始されたバグラチオン作戦で、第3白ロシア戦線司令官チェルニャホフスキー大将は、イワン・バグラミャン大将の第1バルト戦線と協同してヴィテプスクを攻撃し、オルシャの拠点を突破してドイツ軍第53軍団を包囲殲滅した。さらに南方においても方面軍の左翼をもってゲオルギー・ザハロフ大将の第2白ロシア戦線と協同してミンスク東方で5万のドイツ軍を包囲し、指揮下の第5親衛戦車軍によってミンスクは解放された。その後、第3白ロシア戦線はバルト海にむけて急進撃を開始し、ドイツ軍中央軍集団と北方軍集団の戦線を切り裂いていった。7月13日にリトアニアの首都ヴィリニュスを占領。18日には第2白ロシア戦線とビャウィストクを挟撃した。さらに8月18日にはカウナスに達し、ドイツ北方軍集団をクールラントと東プロイセンに完全に分断した。10月16日に第3白ロシア戦線は防衛線を突破して東プロイセンに侵攻し、ドイツ本土一番乗りを果たしている。一連の功績によりレーニン勲章を受賞した。

## 東プロイセン攻略・戦死

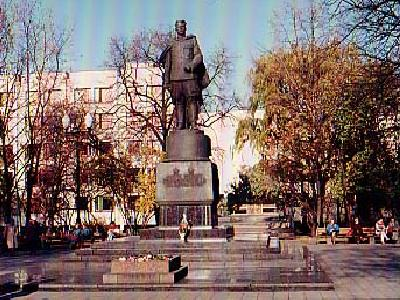
ヴィリニュスの銅像

1945年1月12日、ソ連軍はバルト海からヴィスワ川にかけてのポーランドと東プロイセンにかけて一斉に大攻勢を開始し、ベルリンをめざした。東プロイセンでは、コンスタンチン・ロコソフスキー上級大将の第2白ロシア戦線が南部からダンツィヒの攻略を目指し、さらにチェルニャホフスキー大将の第3白ロシア戦線は東方のインステルブルクから、ティルジットから南下するイワン・バグラミャン大将の第1沿バルト戦線と協調しつつケーニヒスベルクにむけて攻撃を開始した。ドイツ軍中央軍集団は戦線を支えきれず、ミュラー大将のドイツ第4軍など残存部隊は1月24日までにケーニヒスベルクに追い詰められる。2月1日にエルビンクを占領してケーニヒスベルクを包囲することに成功したが、メールザック付近の最前線を視察中、砲弾の破片に当たって重傷を負い、搬送されたヴィリニュスの病院で2月18日に死亡した。39歳だった。
戦後、東プロイセンはソ連領カリーニングラード州とポーランドに分割され、インステルブルクは彼の名誉を称えてカリーニングラード州チェルニャホフスクと改名された。墓地はヴィリニュスにあったが、ソビエト連邦の崩壊後にモスクワのノヴォデヴィチ女子修道院墓地に移されている。